# Uragannyy Point
Der Uragannyy Point (russisch Мыс Ураганный Mys Uraganny, deutsch ‚Hurrikankap‘) ist eine Eisspitze auf der Westseite des Lasarew-Schelfeises vor der Prinzessin-Astrid-Küste des ostantarktischen Königin-Maud-Lands. Sie liegt 5 km nördlich von Leningradskiy Island und bildet die Westflanke der Woronin-Bucht.
Teilnehmer einer sowjetischen Antarktisexpedition kartierten sie 1959 und benannten sie so, bei ihrem Aufenthalt nahe der Landspitze ein Wirbelsturm tobte. Das Advisory Committee on Antarctic Names übertrug die russische Benennung 1971 ins Englische.